# Unglück bei der Raketenvorführung in Braunlage 1964
Zum Unglück bei der Raketenvorführung in Braunlage 1964 auf dem Hasselkopf bei Braunlage kam es, als eine der sogenannten Postraketen in der Nähe der Zuschauer in der Luft explodierte. Drei Menschen wurden schwer verletzt, von denen zwei später starben.

## Geschehnisse
Am 9. und 10. Mai 1964 veranstalteten die Briefmarkensammlervereinigung Hannover Nord e.V. und der Verein Amicale Philatelique Roussillonaise Perpignan im „Galeriegebäude“ in Hannover-Herrenhausen eine deutsch-französische Partnerschaftsausstellung Jumelage Philatelique. Im Vorfeld sollten am 7. Mai 1964 auf dem Hasselkopf bei Braunlage zehn von dem Raketentechniker Gerhard Zucker konstruierte und gebaute sogenannte Postraketen zehntausend mit Sonderstempeln versehene Briefe befördern. Etwa 1500 Zuschauer kamen auf das Gelände, um die Starts der Raketen zu verfolgen.
Schon der Start der ersten Rakete misslang; sie wackelte und stürzte zu früh ab. Die zweite Rakete explodierte 4 Meter über dem hölzernen Startgestell, wobei ein 40 Zentimeter langes Metallrohr mit hoher Geschwindigkeit in die Zuschauermenge geschleudert wurde, die sich in nur 35 Metern Entfernung aufhielt. Dabei wurden drei Personen schwer verletzt.
Ein 14-jähriger Schüler aus Edewechterdamm bei Cloppenburg erlag elf Tage später seinen Verletzungen. Auch der zweite der Verletzten starb später. Der Dritte verlor einen großen Teil seines Gehörs und trug Lähmungen davon.
Nach dem Unfall wurde die Veranstaltung beendet, die Zuschauer verließen das Gelände. Das für den Abend im Kurhaus angesetzte Festessen wurde abgesagt.

## Unglücksursachen
In einem Prozess wegen fahrlässiger Tötung in zwei Fällen und fahrlässiger Körperverletzung gegen Gerhard Zucker im Jahr 1965 vertrat die Staatsanwaltschaft die Ansicht,
- die Treibsätze hätten in den Raketen nicht verwendet werden dürfen, da an ihnen einige Befestigungsschrauben fehlten.
- eine Absperrung im Umkreis von mindestens 400 Metern um die Startrampe sei erforderlich gewesen, während die Zuschauer sich zum Startzeitpunkt der Rampe auf 30,25 Meter hätten nähern dürfen.
- Zucker habe die Raketenstarts nicht durchführen dürfen, da er nur bis zu 5 Kilogramm schwere Raketen starten durfte, während die in Braunlage gestarteten Raketen 8,3 Kilogramm wogen.

## Folgen
Die Ereignisse in Braunlage führten zu einem Verbot von privaten Raketenstarts in Westdeutschland. Dies bedeutete auch das Ende der in Cuxhaven stattfindenden Raketenversuche der Hermann-Oberth-Gesellschaft und der Berthold Seliger Forschungs- und Entwicklungsgesellschaft und der industriell-militärisch ausgerichteten Luftrüstungs-AG.

## Quelle
- Heimatmuseum Braunlage

## Anmerkung
1. ↑  Michael Grube: Operation Backfire / Versuchskommando Altenwalde geschichtsspuren.de, abgerufen am 9. November 2017.